# Altheim (Górna Austria)
Altheim – miasto w Austrii, w kraju związkowym Górna Austria, w powiecie Braunau am Inn. Według Austriackiego Urzędu Statystycznego liczyło 4 769 mieszkańców (1 stycznia 2015).